# Mercatus Center
El Mercatus Center de la Universidad George Mason en los Estados Unidos es una organización sin fines de lucro de investigación orientada al mercado, educación y un instituto de divulgación de ideas que trabaja con expertos en política, grupos de presión, y funcionarios del gobierno para conectar el aprendizaje académico y la práctica real. Actualmente es uno de los institutos de pensamiento más exitosos de EE. UU.
El Mercatus Center fue fundado por Rich Fink, expresidente de las Fundaciones Koch, que financia una red de grupos de reflexión y grupos de defensa favorables al mercado. Originalmente llamado Center for Market Processes, se trasladó de la Universidad Rutgers a la George Mason en la década de 1980 antes de asumir su actual nombre en 1999. El Mercatus Center se financia enteramente con donaciones de empresas privadas, donantes individuales y fundaciones. 
La misión declarada del Mercatus es integrar la teoría y la práctica para producir soluciones que avancen de forma sostenible una sociedad civil libre y próspera. Mercatus tiene varias investigaciones y programas de extensión: Capitol Hill Campus, el Proyecto de Responsabilidad Gubernamental, el Programa de Estudios de Regulación, y la Iniciativa de la Prosperidad Mundial.
El Mercatus Center se encuentra en la Universidad George Mason en el Arlington Campus, junto con la Facultad de Derecho de la Universidad George Mason, el Law and Economics Center, y su organización hermana, el Institute for Humane Studies. Su director general y presidente de junta es el profesor de economía de la GMU Tyler Cowen. Otros miembros de la junta directiva incluyen al premio Nobel Vernon Smith, exprocurador general de EE. UU. Edwin Meese, el empresario Charles G. Koch, y Rich Fink. 